# 134369 Sahara
134369 Sahara este o planetă minoră (asteroid) din centura de asteroizi. A fost descoperită pe 17 august 1995 la Colleverde⁠(d) de Vincenzo Silvano Casulli⁠(d). 
Obiectul prezintă o orbită caracterizată de o semiaxă mare de 3,0535229048363 UAi, o excentricitate de 0,3, o înclinație de 13,6 ° în raport cu ecliptica.